# Ľudovítová
Ľudovítová (bis 1948 slowakisch „Lajšová“ – bis 1927 „Lajošová“; ungarisch Lajos – bis 1907 Lajosfalu) ist eine slowakische Gemeinde im Okres Nitra und im Nitriansky kraj mit 233 Einwohnern (Stand 31. Dezember 2024).

## Geographie
Die Gemeinde befindet sich im Südteil des Hügellands Nitrianska pahorkatina am rechten Ufer der Nitra, unweit der südwestlichen Ausläufer des Gebirges Tribeč. Das Ortszentrum liegt auf einer Höhe von 152 m n.m. und ist 15 Kilometer von Nitra entfernt.
Nachbargemeinden sind Výčapy-Opatovce im Norden, Podhorany im Osten, Jelšovce im Süden und Šurianky im Westen.

## Geschichte
Ľudovítová wurde zum ersten Mal 1389 als Lagfalua schriftlich erwähnt und war Besitz landadliger Familien. Im 18. Jahrhundert besaßen die Familien Nyáry und Ghillányi sowie teilweise Zay die Ortsgüter. 1789 hatte die Ortschaft 18 Häuser und 92 Einwohner, 1828 zählte man 17 Häuser und 116 Einwohner, die als Landwirte beschäftigt waren.
Bis 1918 gehörte der im Komitat Neutra liegende Ort zum Königreich Ungarn und kam danach zur Tschechoslowakei beziehungsweise heute Slowakei. Von 1960 bis 1994 war Ľudovítová Ortsteil der Gemeinde Výčapy-Opatovce.

## Einwohner
| Jahr                | 1994 | 2004     | 2014    | 2024    |
| ------------------- | ---- | -------- | ------- | ------- |
| Anzahl der Personen | 216  | 258      | 251     | 233     |
| Unterschied         |      | +19,44 % | −2,71 % | −7,17 % |

| Jahr                | 2023 | 2024    |
| ------------------- | ---- | ------- |
| Anzahl der Personen | 236  | 233     |
| Unterschied         |      | −1,27 % |

Gemäß der Volkszählung 2011 wohnten in Ľudovítová 255 Einwohner, davon 250 Slowaken, zwei Magyaren und ein Rom. Zwei Einwohner machten keine Angaben zur Ethnie.
234 Einwohner bekannten sich zur römisch-katholischen Kirche, sieben Einwohner zur evangelischen Kirche A. B. und zwei Einwohner zur griechisch-katholischen Kirche. 10 Einwohner waren konfessionslos und bei zwei Einwohnern wurde die Konfession nicht ermittelt.

## Bauwerke und Denkmäler
- Landschloss aus dem 18. Jahrhundert, das unter anderen von den Familien Nyáry und Ghillányi bewohnt war. Seit 1950 mehrmals neu gewidmet, z. B. als Altenheim
- Kapelle im Friedhof aus dem Jahr 1773
- Denkmal an die Gefallenen im Ersten Weltkrieg, ebenfalls im Friedhof
- Türkenkreuz auf dem Weg nach Výčapy-Opatovce, an der Stelle, wo die türkischen Invasoren im Jahr 1682 eine Niederlage erlitten